# .rw
.rw為盧旺達國家及地區頂級域（ccTLD）的域名。該域名於1996年10月21日啟用。截至2021年2月17日，申請人可以向20家註冊機構申請註冊.rw域名的二級域名。

## 外部連結
- IANA .rw whois information（页面存档备份，存于）
- .rw domain registration website